# Oberonia linearis
Oberonia linearis är en orkidéart som beskrevs av Rudolf Schlechter. Oberonia linearis ingår i släktet Oberonia och familjen orkidéer.

## Underarter
Arten delas in i följande underarter:
- O. l. brevipetala
- O. l. linearis